# Letnie Mistrzostwa Rosji w Skokach Narciarskich 2019
Letnie Mistrzostwa Rosji w Skokach Narciarskich 2019 – rozgrywane na olimpijskich obiektach w Soczi w dniach 20–23 września zawody mistrzostw Rosji, mające za zadanie wyłonić najlepszych skoczków w kraju na igelicie.
Mistrzostwo w kategorii kobiet na skoczni normalnej wywalczyła Irina Awwakumowa wyprzedzając o ponad punkt drugą Sofję Tichonową. Skład podium zawodów uzupełniła zdobywczyni tytułu sprzed roku – Lidija Jakowlewa. Sklasyfikowanych zostało łącznie dwadzieścia trzy zawodniczki. Jedna ze startujących została zdyskwalifikowana, jeszcze inna nie pojawiła się na starcie.
Rywalizację w kategorii mężczyzn na skoczni normalnej wygrał Roman Trofimow. Jego przewaga nad sklasyfikowanym na drugim miejscu obrońcą tytułu Jewgienijem Klimowem wyniosła niewiele ponad punkt. Na najniższym stopniu podium stanął Michaił Maksimoczkin. Do zawodów w sumie przystąpiło sześćdziesięciu trzech zawodników.
Na skoczni dużej najlepszy został Klimow, uzyskawszy ponad ośmiopunktową przewagę nad drugim Trofimowem. Trzecie miejsce w konkursie zajął Dienis Korniłow, straciwszy niespełna dwadzieścia punktów do Trofimowa. W konkursie sklasyfikowanych zostało sześćdziesięciu dwóch zawodników. Jeden ze skoczków – Aleksandr Szuwałow – został zdyskwalifikowany. 
W konkursie drużynowym zwyciężył zespół z obwodu moskiewskiego w składzie: Nikołaj Matawin, Ilmir Chazietdinow, Michaił Nazarow, Jewgienij Klimow.
W gronie sędziów oceniających skoki znalazł się były reprezentant Rosji Walerij Kobielew. 

## Wyniki

### Mężczyźni

#### Konkurs indywidualny – 20 września 2019 – HS109
| Msc. | Zawodnik             | Podmiot             | I seria | II seria | Punkty |
| ---- | -------------------- | ------------------- | ------- | -------- | ------ |
| 1.   | Roman Trofimow       | O. niżnonowogrodzki | 99,5 m  | 100,5 m  | 246,2  |
| 2.   | Jewgienij Klimow     | O. moskiewski       | 96,5 m  | 105,0 m  | 245,0  |
| 3.   | Michaił Maksimoczkin | O. niżnonowogrodzki | 98,5 m  | 101,0 m  | 238,8  |
| 4.   | Michaił Nazarow      | O. moskiewski       | 95,5 m  | 101,5 m  | 237,7  |
| 5.   | Ilmir Chazietdinow   | O. moskiewski       | 99,0 m  | 97,0 m   | 231,0  |
| 6.   | Dienis Korniłow      | O. niżnonowogrodzki | 95,0 m  | 94,5 m   | 219,4  |
| 7.   | Danił Sadriejew      | Tatarstan           | 95,5 m  | 90,0 m   | 208,3  |
| 8.   | Maksim Kołobow       | O. sachaliński      | 93,5 m  | 90,5 m   | 202,7  |
| 9.   | Aleksandr Bażenow    | O. sachaliński      | 94,5 m  | 93,5 m   | 201,1  |
| 10.  | Aleksandr Łoginow    | Tatarstan           | 91,0 m  | 94,0 m   | 199,0  |
| ...  |                      |                     |         |          |        |

#### Konkurs indywidualny – 22 września 2019 – HS140
| Msc. | Zawodnik             | Podmiot             | I seria | II seria | Punkty |
| ---- | -------------------- | ------------------- | ------- | -------- | ------ |
| 1.   | Jewgienij Klimow     | O. moskiewski       | 133,0 m | 129,5 m  | 251,9  |
| 2.   | Roman Trofimow       | O. niżnonowogrodzki | 126,5 m | 130,5 m  | 243,4  |
| 3.   | Dienis Korniłow      | O. niżnonowogrodzki | 124,0 m | 129,0 m  | 224,7  |
| 4.   | Michaił Maksimoczkin | O. niżnonowogrodzki | 123,0 m | 126,5 m  | 220,5  |
| 5.   | Michaił Nazarow      | O. moskiewski       | 127,0 m | 125,5 m  | 216,7  |
| 6.   | Ilmir Chazietdinow   | O. moskiewski       | 124,0 m | 117,0 m  | 201,2  |
| 7.   | Danił Sadriejew      | Tatarstan           | 123,0 m | 117,0 m  | 192,3  |
| 8.   | Aleksandr Łoginow    | Tatarstan           | 119,5 m | 116,5 m  | 182,3  |
| 9.   | Nikita Łoboda        | O. sachaliński      | 120,5 m | 110,0 m  | 179,8  |
| 10.  | Iwan Łanin           | O. niżnonowogrodzki | 121,5 m | 106,5 m  | 172,9  |
| ...  |                      |                     |         |          |        |

### Konkurs drużynowy – 23 września 2019 – HS140
| Msc.  | Drużyna                   | Zawodnicy                                                                | Punkty |
| ----- | ------------------------- | ------------------------------------------------------------------------ | ------ |
| 1.    | Obwód moskiewski          | Nikołaj Matawin Ilmir Chazietdinow Michaił Nazarow Jewgienij Klimow      | 861,1  |
| 2.    | Obwód niżnonowogrodzki I  | Iwan Łanin Michaił Maksimoczkin Dienis Korniłow Roman Trofimow           | 857,3  |
| 3.    | Obwód sachaliński         | Artiom Miasnikow Maksim Kołobow Nikita Łoboda Aleksandr Bażenow          | 620,0  |
| 4.    | Tatarstan                 | Rusłan Achmietszyn Maksim Siergiejew Aleksandr Łoginow Danił Sadriejew   | 607,5  |
| 5.    | Obwód swierdłowski        | Bogdan Michajlec Wadim Szyszkin Ilja Mańkow Michaił Purtow               | 605,3  |
| 6.    | Obwód niżnonowogrodzki II | Aleksandr Sardyko Kiriłł Kotik Wasilij Niegriebiecki Aleksandr Szuwałow  | 547,1  |
| 7.    | Petersburg                | Daniił Szczegolew Fiedor Cziżow Władisław Bojarincew Aleksandr Marczukow | 531,6  |
| 8.    | Obwód permski             | Aleksiej Kamynin Nikita Chasanow Władisław Mustafin Konstantin Nikołajew | 453,1  |
| . . . |                           |                                                                          |        |

### Kobiety

#### Konkurs indywidualny – 20 września 2019 – HS109
| Msc. | Zawodniczka          | Podmiot         | I seria | II seria | Punkty |
| ---- | -------------------- | --------------- | ------- | -------- | ------ |
| 1.   | Irina Awwakumowa     | O. moskiewski   | 95,5 m  | 94,5 m   | 219,0  |
| 2.   | Sofja Tichonowa      | Petersburg      | 95,0 m  | 95,0 m   | 217,9  |
| 3.   | Lidija Jakowlewa     | Petersburg      | 90,5 m  | 90,0 m   | 196,3  |
| 4.   | Aleksandra Kustowa   | O. moskiewski   | 91,5 m  | 92,5 m   | 194,5  |
| 5.   | Anna Szpyniowa       | Petersburg      | 89,5 m  | 81,0 m   | 177,0  |
| 6.   | Ksienija Kabłukowa   | O. moskiewski   | 84,0 m  | 81,5 m   | 165,6  |
| 7.   | Irma Machinia        | K. krasnodarski | 84,5 m  | 82,0 m   | 155,7  |
| 8.   | Marija Jakowlewa     | Petersburg      | 75,0 m  | 74,5 m   | 123,6  |
| 9.   | Alina Borodina       | O. swierdłowski | 79,0 m  | 72,5 m   | 118,2  |
| 10.  | Aleksandra Barancewa | O. moskiewski   | 73,5 m  | 73,0 m   | 114,3  |
| ...  |                      |                 |         |          |        |